# Trygve Allister Diesen
Trygve Allister Diesen (Trig Diesen) (nascut l'11 de juliol de 1967 a Noruega) és un director de cinema, productor i guionista de televisió i cinema. Ha treballat sobretot a Escandinàvia i als Estats Units. És soci de la productora escandinava tenk.tv.
Trygve Allister Diesen es va graduar a l'USC School of Cinematic Arts a Los Angeles. Va començar la seva carrera professional com a periodista a Kristiansand, Noruega. Diesen té una àmplia formació en escriptura de guions i direcció de cinema i televisió, a Europa i als EUA. També ha traduït obres de teatre per a teatre. L'any 2010, va ser el primer a obtenir un doctorat en direcció per la pràctica de l'Escola de Cinema de Noruega, amb el projecte "Being the Director - Maintaining your Vision While Swimming with Sharks", on va explorar la naturalesa de mantenir una visió personal, visió artística en una forma d'art col·lectiu i comercial.
El segon llargmetratge de Diesen, Tyven, tyven, va ser la presentació oficial de Noruega per als Premis Oscar de 2003,. i es va projectar a festivals d'arreu del món. Diesen també és el creador de la minisèrie de thriller d'Escandinàvia Torpedo. La seva primera pel·lícula estatunidenca Red, protagonitzada per Brian Cox i Tom Sizemore, es va estrenar al Festival de Cinema de Sundance el 2008.
Diesen és el director i director pilot (conceptual) de la sèrie de televisió noruega Det tredje øyet/The Third Eye Arxivat 2016-11-23 a Wayback Machine. (2014). Va dirigir dos dels episodis de la sèrie nord-americana d'ABC Networks The Assets (2014).

## Filmografia
- Det tredje øyet/The Third Eye (2014) - director, director pilot
- The Assets (2014) - director
- Varg Veum - I mørket er alle ulver grå (2011) - escriptor
- Varg Veum - Svarte får (2010) - escriptor
- Winter - Venaste Land (2008) Minisèrie de televisió - director
- Red (2008) - director/productor
- Torpedo, (2007) Minisèrie de televisió - guionista/director
- Drømmefangeren (2005) Minisèrie de televisió - director
- Tyven, tyven (2002) or Hold My Heart - guionista/director
- Mørkets øy (1997) o Island of Darkness - guionista/director